# 浒苔属
浒苔属（学名：Enteromorpha），是绿藻植物石莼科下的一个属，其通常生长于潮间带。
现为石莼属（Ulva Linnaeus, 1753）的异名。

## 下级分类
本属包括以下物种：
- 条浒苔 Enteromorpha clathrata
- 肠浒苔 Enteromorpha intestinalis
- 浒苔 Enteromorpha prolifera
- 管浒苔 Enteromorpha tubulosa